# Michael Rosen
Michael Wayne Rosen (Harrow, 7 maggio 1946) è un romanziere e poeta britannico.
Autore di 140 libri, Rosen è nato in una famiglia ebrea a Harrow, nel Middlesex, da genitori comunisti: Harold e Connie. Harold era un insegnante di scuola secondaria, prima di diventare un professore di inglese presso l'Istituto di Istruzione a Londra mentre Connie era un'insegnante di scuola elementare, prima di diventare una docente universitario.
Dal 2007 al 2009 Rosen è stato Children's Laureate specializzandosi nella scrittura di racconti per bambini. È stato un presentatore televisivo e giornalista politico.

## Biografia
Dopo gli studi al Wadham College di Oxford, e la laurea nel 1969, Rosen inizia il tirocinio presso la BBC. Nel 1970 presenta un programma televisivo scolastico chiamato WALRUS (Write And Learn, Read, Understand, Speak). È lo sceneggiatore della serie di lettura per bambini Sam on Boff's Island.
Nel 1974 pubblica il suo primo libro Mind your own business e da allora i successi si susseguono. Si afferma soprattutto come poeta per piccoli e giovani lettori. L'educatrice Morag Styles ha descritto Rosen come una delle figure più significative della poesia contemporanea per bambini, e uno dei primi poeti a trarre i suoi racconti dalle esperienze dell'infanzia.
Il suo libro di maggior successo è A caccia dell'orso (We're going on a bear hunt), pubblicato in Inghilterra nel 1989 in collaborazione con Helen Oxenbury; il libro ha vinto il Nestlé Smarties Book Prize nel 1989. ed è considerato un classico delle storie per l'infanzia.
Dal 2007 ha aperto il suo canale YouTube ufficiale: Kids' Poems and Stories With Michael Rosen, che a giugno 2024 conta 785.000 iscritti.

## Vita privata
Rosen si è sposato tre volte, ed è padre di cinque figli e due figliastri. Eddie, il suo secondo figlio, morì di meningite all'età di 18 anni nel 1999. Dopo la morte del figlio, Rosen ha scritto il libro Michael Rosen's sad book (2004). Rosen vive a North London con la sua terza moglie Emma-Louise Williams e i suoi due figli.

## Fenomeno di Internet
Michael Rosen deve la sua fama anche grazie al video Hot Food, un video diventato virale su YouTube grazie alle sue parodie, dove Michael, per mimare se stesso e poi di seguito suo fratello e sua madre, emetteva un suono simile ad un gorgoglio con la bocca e poi uno schiocco con la lingua terminando il tutto dicendo "nice" con tono molto ambiguo. La parola "nice" è stata poi storpiata dagli utenti in "noice", data la pronuncia con un forte accento britannico.